# Kassala
Kassala (tiếng Ả Rập: كسلا, tiếng Tigre: ከሰላ [ˈkasala]) là thủ phủ của bang Kassala ở miền đông Sudan. Theo điều tra dân số năm 2014, thành phố có 419.030 người. Được xây dựng trên bờ sông Gash, đây là một thành phố thương mại và nổi tiếng với những vườn trái cây.
Nhiều cư dân của nó thuộc nhóm Beni-Amer. Những dân tộc khác là Hadendawa, Tigre và Bilen cùng với một nhóm nhỏ người du mục Rashaida di cư từ Eritrea.
Thành phố từng là một trung tâm đường sắt, tuy nhiên, tính đến năm 2006 không có nhà ga đường sắt nào hoạt động ở đây và phần lớn đường ray đến và đi từ thành phố đã vào tình trạng hư hỏng. Vị trí của Kassala dọc theo đường cao tốc Khartoum-Port Sudan khiến nó trở thành một trung tâm thương mại quan trọng.

## Lịch sử

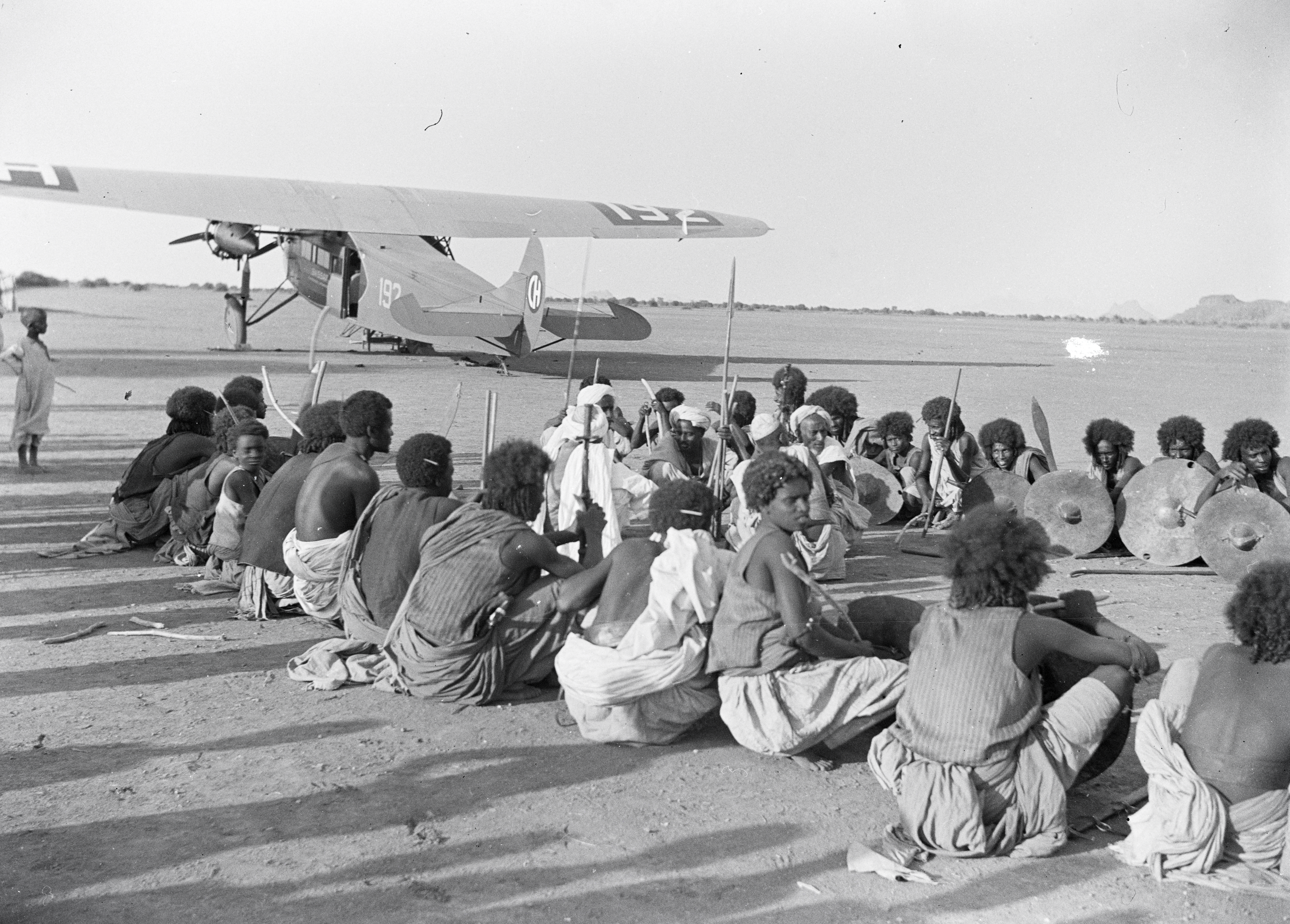
Người dân Kassala được chụp ảnh trong chuyến thăm của Walter Mittelholzer vào tháng 2 năm 1934. Máy bay Swissair Fokker F.VIIb-3 m (CH-192) của ông nằm ở hậu cảnh.

Trong thế kỷ 18 và 19, thành phố là một điểm quan trọng trong tuyến đường thương mại tây - đông, kết nối Massawa và Suakin với Sudan và xa hơn về hướng tây. Kassala đã bị chinh phục bởi quân đội Ottoman của phó vương Ai Cập Muhammad Ali vào năm 1840 trong cuộc tấn công của ông tại Sudan. Năm 1885, quân khởi nghĩa Mahdi chiếm được thành phố. Năm 1894, sau trận Kassala, người Ý đã giành được thành phố từ tay nghĩa quân Mahdi. Năm 1897, Vương quốc Ý trao trả Kassala cho Vương quốc Ai Cập. Năm 1899, Kassala nằm dưới sự kiểm soát của Sudan thuộc Anh-Ai Cập cho đến khi nước này độc lập vào năm 1956.
Vào tháng 7 năm 1940, trong Chiến dịch Đông Phi, các lực lượng tiến công từ Đông Phi thuộc Ý đã buộc các đơn vị đồn trú địa phương của Anh phải rút khỏi Kassala. Người Ý sau đó đã chiếm đóng thành phố với các đơn vị lữ đoàn vào ngày 4 tháng 7 năm 1940. Người Ý sau đó đã bổ nhiệm Hamid Idris Awate làm thị trưởng của Kassala. Về sau, đây trở thành lãnh tụ giành độc lập cho Eritrea. Vào giữa tháng 1 năm 1941, quân đội Ý rút khỏi thành phố và một đơn vị đồn trú của Anh đã quay trở lại.

## Khí hậu
Kassala có khí hậu sa mạc nóng (phân loại khí hậu Köppen BWh).
| Dữ liệu khí hậu của Kassala (1961-1990) | Dữ liệu khí hậu của Kassala (1961-1990) | Dữ liệu khí hậu của Kassala (1961-1990) | Dữ liệu khí hậu của Kassala (1961-1990) | Dữ liệu khí hậu của Kassala (1961-1990) | Dữ liệu khí hậu của Kassala (1961-1990) | Dữ liệu khí hậu của Kassala (1961-1990) | Dữ liệu khí hậu của Kassala (1961-1990) | Dữ liệu khí hậu của Kassala (1961-1990) | Dữ liệu khí hậu của Kassala (1961-1990) | Dữ liệu khí hậu của Kassala (1961-1990) | Dữ liệu khí hậu của Kassala (1961-1990) | Dữ liệu khí hậu của Kassala (1961-1990) | Dữ liệu khí hậu của Kassala (1961-1990) |
| Tháng                                   | 1                                       | 2                                       | 3                                       | 4                                       | 5                                       | 6                                       | 7                                       | 8                                       | 9                                       | 10                                      | 11                                      | 12                                      | Năm                                     |
| --------------------------------------- | --------------------------------------- | --------------------------------------- | --------------------------------------- | --------------------------------------- | --------------------------------------- | --------------------------------------- | --------------------------------------- | --------------------------------------- | --------------------------------------- | --------------------------------------- | --------------------------------------- | --------------------------------------- | --------------------------------------- |
| Cao kỉ lục °C (°F)                      | 41.7 (107.1)                            | 43.5 (110.3)                            | 45.3 (113.5)                            | 46.0 (114.8)                            | 47.0 (116.6)                            | 47.6 (117.7)                            | 42.5 (108.5)                            | 41.6 (106.9)                            | 43.0 (109.4)                            | 47.0 (116.6)                            | 41.1 (106.0)                            | 40.2 (104.4)                            | 47.6 (117.7)                            |
| Trung bình ngày tối đa °C (°F)          | 33.7 (92.7)                             | 35.2 (95.4)                             | 38.3 (100.9)                            | 40.8 (105.4)                            | 41.6 (106.9)                            | 39.8 (103.6)                            | 36.1 (97.0)                             | 34.9 (94.8)                             | 36.8 (98.2)                             | 38.7 (101.7)                            | 37.0 (98.6)                             | 34.4 (93.9)                             | 37.3 (99.1)                             |
| Trung bình ngày °C (°F)                 | 25.1 (77.2)                             | 26.2 (79.2)                             | 29.2 (84.6)                             | 31.9 (89.4)                             | 33.7 (92.7)                             | 32.7 (90.9)                             | 30.0 (86.0)                             | 29.1 (84.4)                             | 30.4 (86.7)                             | 31.5 (88.7)                             | 29.2 (84.6)                             | 26.1 (79.0)                             | 29.6 (85.3)                             |
| Tối thiểu trung bình ngày °C (°F)       | 16.5 (61.7)                             | 17.2 (63.0)                             | 20.1 (68.2)                             | 23.0 (73.4)                             | 25.8 (78.4)                             | 25.7 (78.3)                             | 23.9 (75.0)                             | 23.4 (74.1)                             | 24.0 (75.2)                             | 24.3 (75.7)                             | 21.4 (70.5)                             | 17.9 (64.2)                             | 21.9 (71.4)                             |
| Thấp kỉ lục °C (°F)                     | 5.0 (41.0)                              | 7.4 (45.3)                              | 8.9 (48.0)                              | 11.1 (52.0)                             | 16.2 (61.2)                             | 18.5 (65.3)                             | 18.4 (65.1)                             | 17.2 (63.0)                             | 18.0 (64.4)                             | 15.7 (60.3)                             | 11.1 (52.0)                             | 6.4 (43.5)                              | 5.0 (41.0)                              |
| Lượng mưa trung bình mm (inches)        | 0.0 (0.0)                               | 0.0 (0.0)                               | 0.3 (0.01)                              | 2.0 (0.08)                              | 8.8 (0.35)                              | 27.9 (1.10)                             | 76.0 (2.99)                             | 85.0 (3.35)                             | 40.5 (1.59)                             | 9.9 (0.39)                              | 0.8 (0.03)                              | 0.0 (0.0)                               | 251.2 (9.89)                            |
| Số ngày mưa trung bình (≥ 0.1 mm)       | 0.1                                     | 0.0                                     | 0.1                                     | 0.6                                     | 2.0                                     | 3.5                                     | 7.7                                     | 8.9                                     | 4.4                                     | 1.6                                     | 0.2                                     | 0.0                                     | 29.1                                    |
| Độ ẩm tương đối trung bình (%)          | 46                                      | 40                                      | 33                                      | 27                                      | 30                                      | 39                                      | 55                                      | 60                                      | 54                                      | 42                                      | 41                                      | 46                                      | 42.8                                    |
| Số giờ nắng trung bình tháng            | 306.9                                   | 288.4                                   | 313.1                                   | 315.0                                   | 310.0                                   | 282.0                                   | 266.6                                   | 266.6                                   | 288.0                                   | 310.0                                   | 303.0                                   | 297.6                                   | 3.547,2                                 |
| Phần trăm nắng có thể                   | 88                                      | 88                                      | 83                                      | 84                                      | 77                                      | 70                                      | 67                                      | 69                                      | 79                                      | 84                                      | 88                                      | 87                                      | 80                                      |
| Nguồn 1: NOAA                           |                                         |                                         |                                         |                                         |                                         |                                         |                                         |                                         |                                         |                                         |                                         |                                         |                                         |
| Nguồn 2: Meteo Climat                   |                                         |                                         |                                         |                                         |                                         |                                         |                                         |                                         |                                         |                                         |                                         |                                         |                                         |

## Nhân khẩu
Khu vực Kassala có tỷ lệ trẻ em tử vong là 62 trên 1.000 vào năm 2014, cao hơn một chút so với tỷ lệ trung bình toàn quốc là 52 trên 1.000.

## Giáo dục
Thành phố là nơi có Đại học Kassala, một trường đại học công lập được thành lập vào năm 1990, và là một cơ sở giáo dục quan trọng ở phía đông của Sudan.

## Tôn giáo
Nhà thờ Hồi giáo Khatmiyya, được xây dựng vào năm 1840 bởi người Ottoman và bị hư hại trong Chiến tranh Mahdi, là địa điểm văn hóa quan trọng nhất của thành phố. Đây là một địa điểm quan trọng thuộc dòng Khatmiyya của Sufi giáo.

## Thành phố kết nghĩa
- Asmara, Eritrea
- Keren, Eritrea

## Hình ảnh

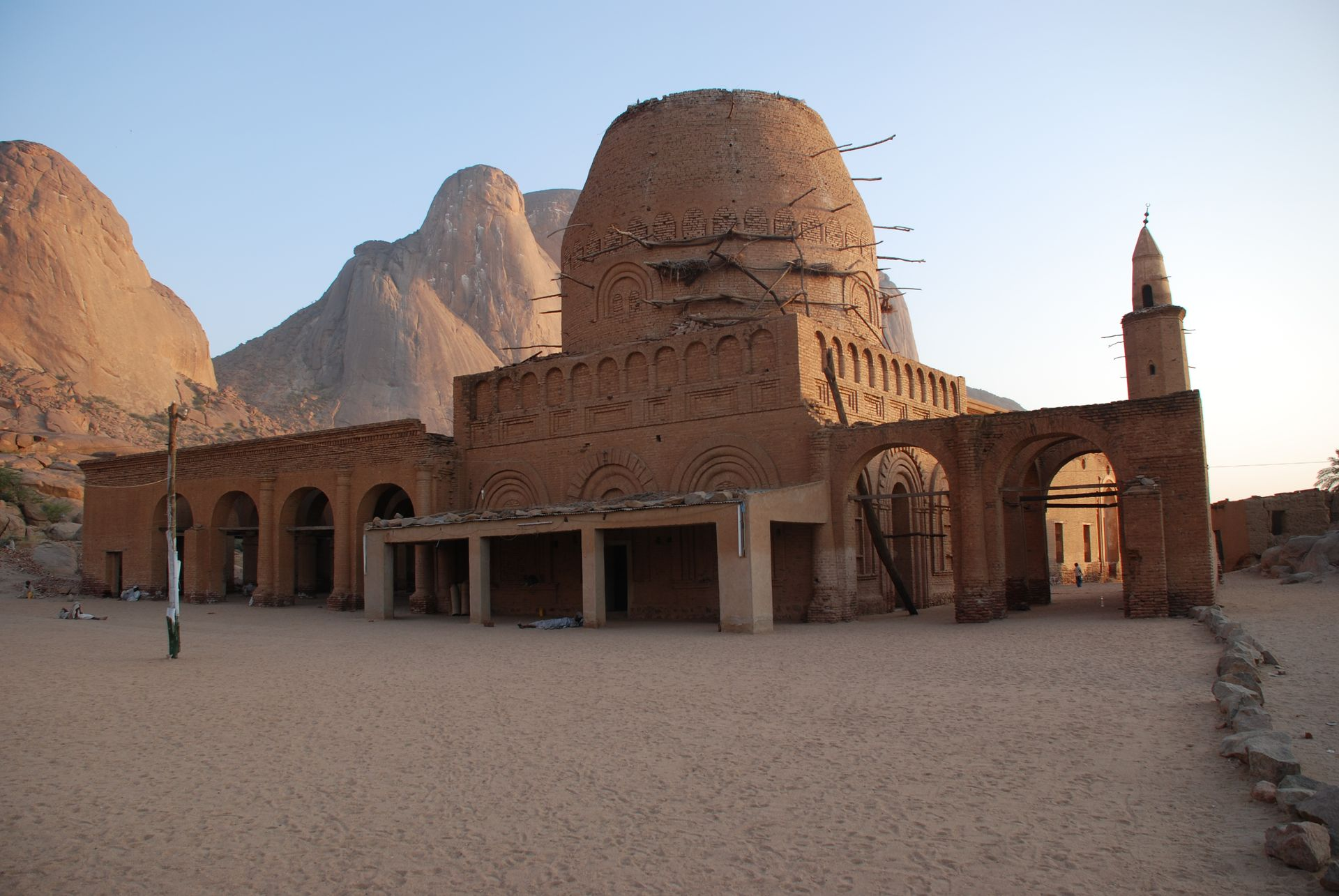
Lăng mộ Khatmiyya Hasan
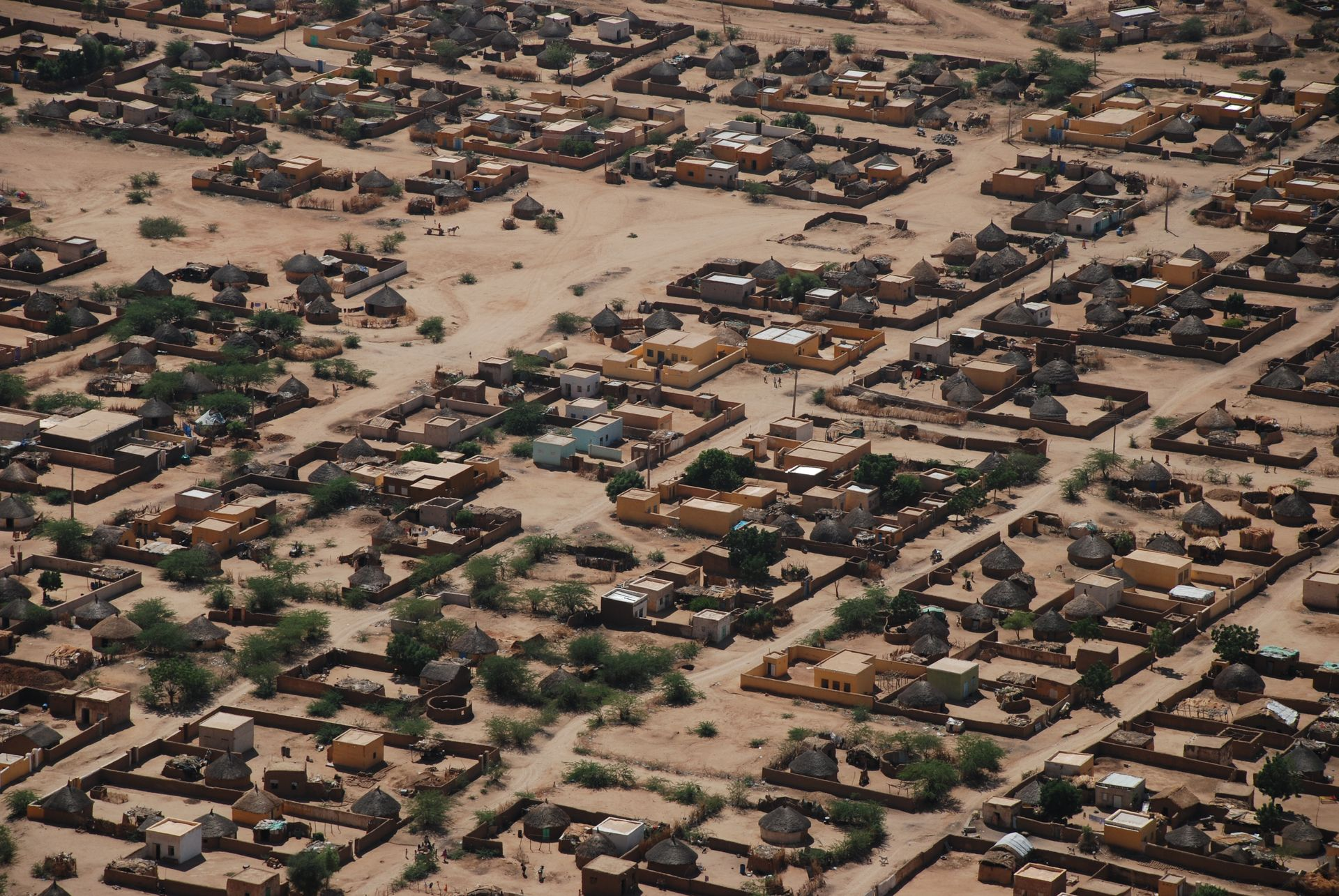
Vùng ngoại ô Mukram
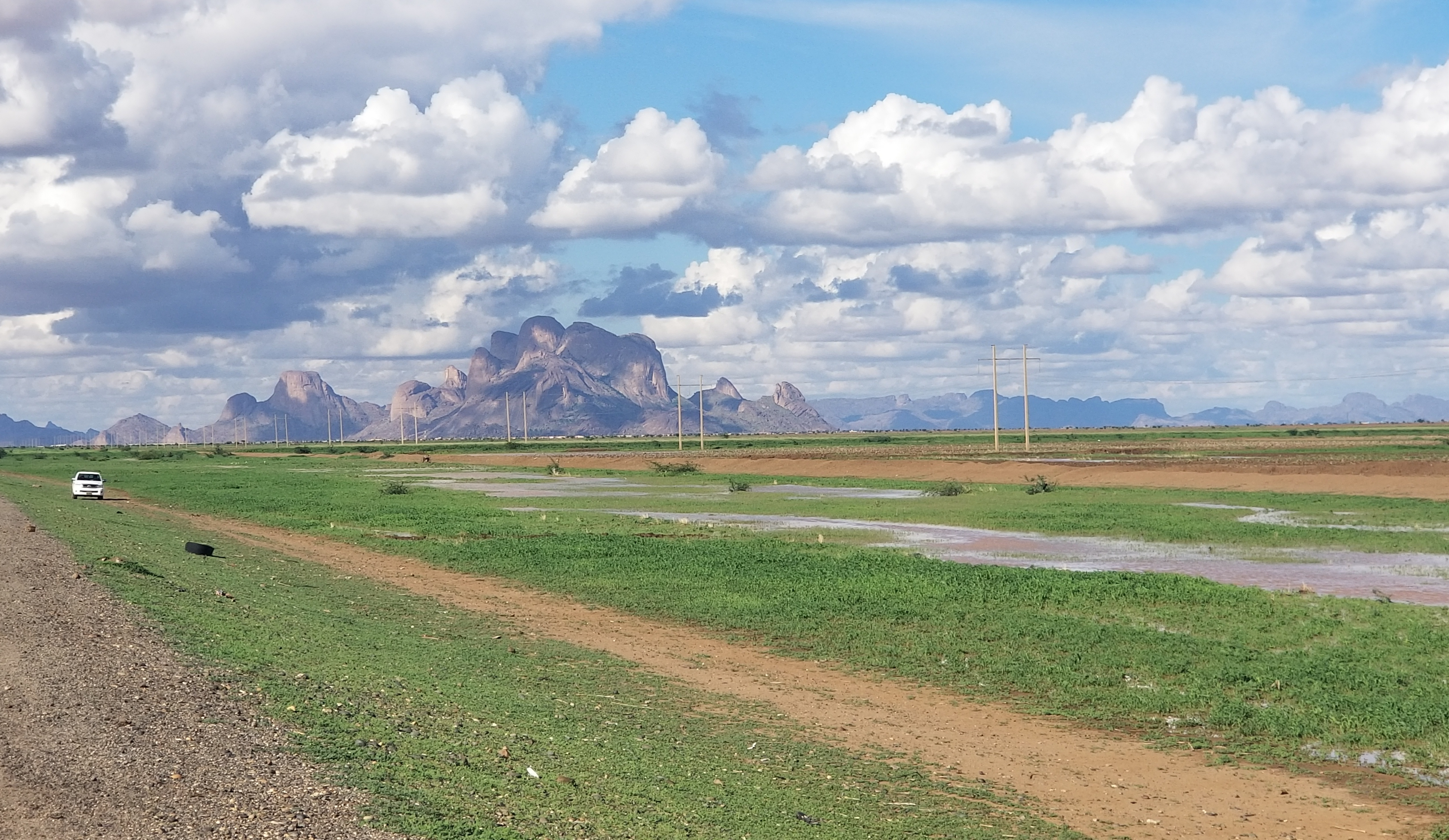
Phía đông Kassala